# دم‌جنبانک زرد غربی

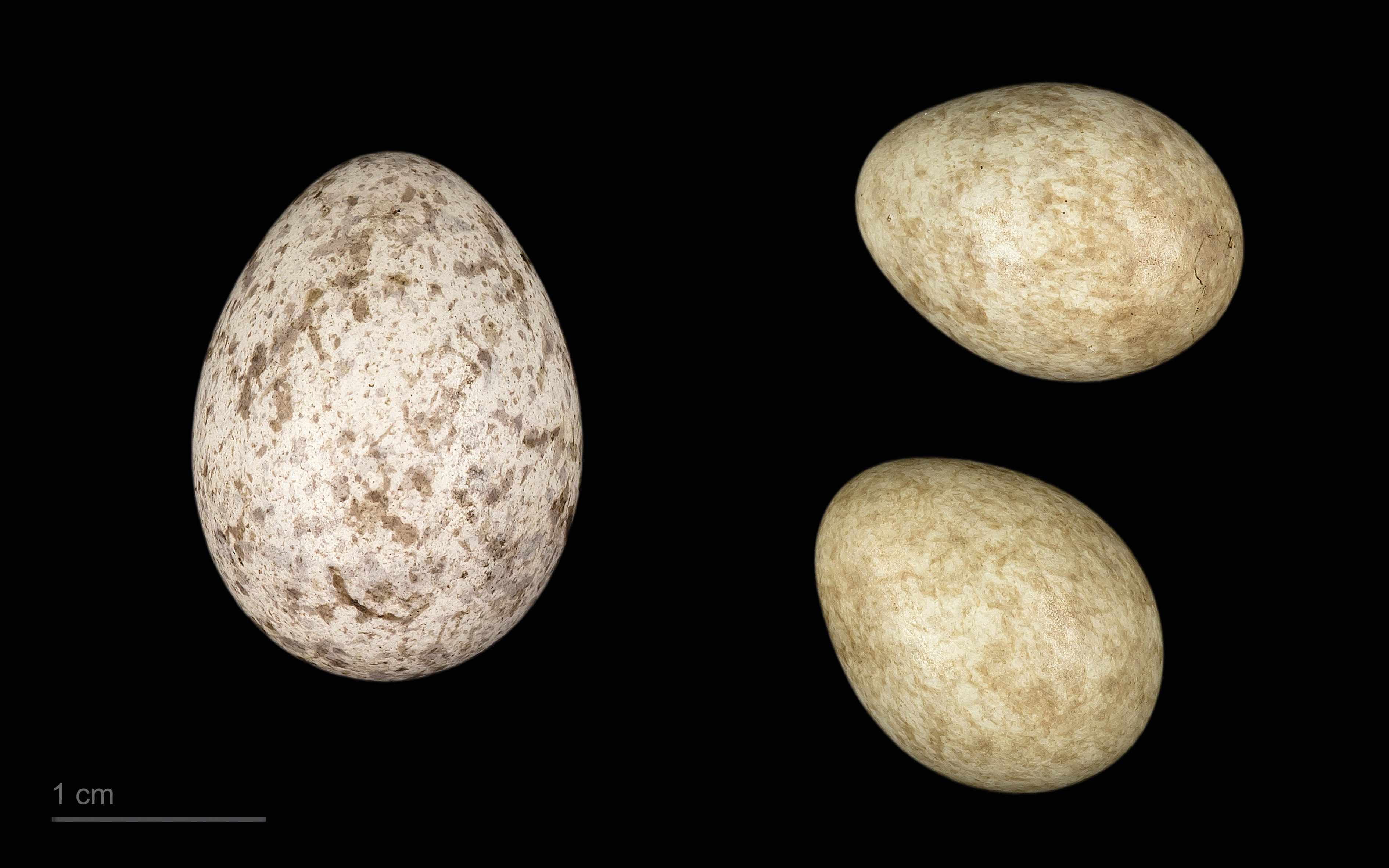
Cuculus canorus canorus + Motacilla flava

دم‌جنبانک زرد غربی یا  سنگانه  (نام علمی: Motacilla fava) پرنده‌ای حشره خوار است. دم‌جنبانک پرنده‌ای است مهاجر و عابر که در موسم زمستان و بهار به وفور در شبه جزیره عربستان یافته می‌شود. دم‌جنبانک پرنده‌ای گنجشک مانند است که منقاری کوتاه و باریک و نوک تیز دارد، بیشتر روی زمین تغذیه می‌کند، و به طرز خاصی راه می‌رود. در مناطق کشاورزی، زمین‌های مرتعی، و مناطق دارای پوشش گیاهی در نزدیک آبدان‌ها و اماکن تجمع بوته دار دیده می‌شود. انواع و اشکال و رنگ‌های گوناگونی دارد.

## مشخصات
طول بدن ۱۶،۵ سانتیمتر تقریباً، پرنده نر رنگ‌های پشتی گوناگون دارد، رنگ پشتی تا آخر دم سبز زیتونی، و رنگ زیر شکمی سبز، و در کنار دم شامل رنگ سفید است. اما رنگ سر متغیر است، حسب انواع پرنده در مناطق زیست. در بعضی از پرنده رنگ بال‌ها زرد، و اطراف بال سیاه است، و در بعضی دیگر رنگ پشتی خاکستری توام با سیاه و سفید است. پاهایش به رنگ قرمز مرجانی، پهلوی بال‌ها با رگه‌های پهن بلوطی دو خط بالی سفید نامنظم و انتهای نخودی رنگ شاهپرهای دم مشخص می‌سازد.

## موسم جفت‌گیری و تخم‌گذاری
این پرنده مابین ماه‌های مه و ژوئیه جفت یابی می‌کند، و موسم جفت‌گیری و تخم گذاری آغاز می‌کند. پرنده ماده ۵ تا ۶ تخم می‌گذارد و هر دو نر و ماده به نوبت روی تخم‌ها و در لانه‌ای که روی زمین در میان بوته‌ها ساخته‌اند می‌خوابند. جوجه‌ها بعد ۱۴ تا ۱۶ روز از تخم بیرون می‌آیند.

## تغذیه
معمولاً از حشرات و خزندگان تغذیه می‌کند. در فصل زمستان دم‌جنبانک در گروه‌های کوچک که در جستجوی غذا هستند دیده می‌شوند.

## زیستگاه
زمستان را معمولاً در دره‌های دارای بوته زار، و درخت‌های پراکنده و پوشش گیاهی می‌گذرانند، و به ندرت در مناطق خیلی خشک یا در دشت باز دیده می‌شوند. در تابستان در مناطق آبخیز و اطراف آبدان‌ها زندگی می‌کنند.